# 前1030年代
| 千纪： | 前2千纪 |
| 世纪： | 前12世纪 \| 前11世纪 \| 前10世纪                                                                                     |
| 年代： | 前1060年代 \| 前1050年代 \| 前1040年代 \| 前1030年代 \| 前1020年代 \| 前1010年代 \| 前1000年代                       |
| 年份： | 前1039年 \| 前1038年 \| 前1037年 \| 前1036年 \| 前1035年 \| 前1034年 \| 前1033年 \| 前1032年 \| 前1031年 \| 前1030年 |

## 重要事件及趋势
- 前1039年，古埃及法老阿蒙涅姆尼苏去世。
- 约前1031年，萨尔玛那萨尔二世成为亚述国王。
- 约前1030年，在俄勒冈州的贝尔纳普火山爆发。
- 大约周成王时代

## 重要人物
- 扫罗，古代以色列人的王
- 普苏森尼斯一世，古埃及第二十一王朝法老
- 亚述那西尔帕一世、萨尔玛那萨尔二世，亚述国王
- 马尔杜克·泽尔·X、那布·舒穆·里布尔，巴比伦第四王朝国王
- 前1037年，大卫王出生